# Куретаке
Куретаке (Kuretake, яп. 呉竹) — ескадрений міноносець Імперського флоту Японії, який взяв участь у Другій світовій війні.
Корабель, який став другим серед есмінців типу «Вакатаке», спорудили у 1922 році на корабельні ВМФ у Майдзуру.
На момент вступу Японії у Другу світову війну Куретаке належав до 13-ї дивізії ескадрених міноносців, яка підпорядковувалась 2-му військово-морському округу (2nd Naval District), він же військово-морський округ Куре (Kure Naval District). Перші кілька місяців війни есмінець займався патрульно-ескортною службою у водах Японського архіпелагу, зокрема в районі протоки Бунго (веде із Внутрішнього Японського моря в океан між островами Сікоку та Кюсю) та біля західного узбережжя Кюсю.
10 квітня 1942-го Куретаке перевели до 32-ї дивізії, яку своєю чергою включили до 1-го ескортного дивізіону Флоту Південнозахідної зони (створений для контролю над окупованими територіями Південно-Східної Азії). З кінця квітня та до початку вересня есмінець супроводив конвої між Муцуре та Мако (база на Пескадорських островах у південній частині Тайванської протоки).
З 11 вересня по 16 листопада 1942-го Куретаке супроводив конвої за маршрутом Мако — Кап-Сен-Жак (наразі Вунгату на півдні В'єтнаму) — Сінгапур — Кап-Сен-Жак (цього разу корабель провів три тижні, здійснивши часткове ескортування кількох конвоїв до Мако) — Маніла — Кап-Сен-Жак — Мако. 23 листопада — 7 грудня есмінець здійснив круговий ескортний рейс до Кап-Сен-Жак, а 8—13 грудня супроводив транспорти з Мако до Муцуре, після чого до початку січня 1943-го проходив ремонт у Куре.
Від середини січня до середини березня 1943-го Куретаке працював на комунікації між Моджі і Такао (наразі Гаосюн на Тайвані), а потім здійснив два рейси з конвоями до Нідерландської Ост-Індії та Мікронезії — з 28 березня по 23 квітня 1943-го за маршрутом Такао — Маніла — Палау (важливий транспортний хаб на заході Каролінських островів) — Маніла — Такао, а з 25 квітня до 4 червня 1943-го по дещо зміненому маршруту Такао — Маніла — Палау — Балікпапан (центр нафтовидобутку на сході Борнео) — Маніла — Такао. Далі протягом восьми місяців Куретаке охороняв конвої, що курсували між Моджі та районом Формози (Такао, Мако), при цьому з 24 по 30 жовтня 1943-го есмінець також здійснив рейс з Такао до Маніли та назад (у цьому випадку він ескортував конвой лише в напрямку Філіппін).
6—7 лютого 1944-го Куретаке виходив з Такао для супроводу на початковому етапі конвою TASA-02 (прямував до порту Самах на Хайнані), а потім здійснював ескортування конвоїв TAMA-03 (10—14 лютого, Такао — Маніла), MAMI-02 (16—21 лютого, з Маніли до центру нафтовидобутку на північно-західному узбережжі Борнео Мірі), MIMA-03 та MAMI-03 (28 лютого — 6 березня, спершу есмінець вийшов з Мірі в напрямку Маніли, а на півдорозі перейшов до ескорту зустрічного конвою, який прямував з Маніли до Мірі), MIMA-04 (9—13 березня, Мірі — Маніла), MATA-12 (15—18 березня, Маніла — Такао), TAMA-12 (21—24 березня, Такао — Маніла), MAMI-06 (27—31 березня, Маніла — Мірі), MIMA-07 (6—10 квітня, Мірі — Маніла), MATA-18 (14—18 квітня, Маніла — Такао). 19 квітня Куретаке приєднався до конвою HI-56, який прямував із Сінгапуру, та 24 квітня разом з ним досягнув Моджі, після чого кілька тижнів проходив ремонт у Куре.
20—26 травня 1944-го есмінець провів з Моджі до Формози конвой MOTA-20/TE-07 (TE-07 на завершальному етапі відокремився, та прибув не до Такао, а в Кірун на північному узбережжі того ж острова). Наступними підзахисними Куретаке стали конвої TAMA-20 (28—31 травня, Такао — Маніла) і MATA-22 (3—7 червня, Маніла — Такао). 11—13 червня Куретака супроводив між Кіруном і Такао транспорти, які надалі мали вирушити до Палау в конвої TAPA-09, а 16—17 червня виходив з Такао, щоб зустріти конвой HO-02, що прибував із Маніли. Далі есмінець охороняв TAMA-21 (18—23 червня, Такао — Маніла) і TAPA-09 (лише 26—28 червня до острова Себу в центральній частині Філіппінського архіпелагу), а 29—30 червня на короткий час приєднався до ескорту конвою HI-67, що рухався з Сінгапуру, та довів його до Маніли. 3—7 липня 1944-го Куретаке разом зі ще одним есмінцем провів конвой MAYU-04 з Маніли до порту Юлін на острові Хайнань, а потім здійснив тут кілька місцевих рейсів. З 19 по 23 липня Куретаке охороняв YUTA-9, що прямував з Хайнані до Такао, при цьому есмінець без успіху полював на підводний човен, що потопив одне з суден конвою. 26—28 липня Куретаке виходив для зустрічі конвою MI-08, а 4 серпня рушив до Японії разом з конвоєм MI-10. На завершальному етапі він відокремився та 10 серпня прибув до Сасебо, де пройшов черговий короткочасний ремонт.
З 27 серпня по 25 вересня 1944-го Куретаке разом з есмінцем «Сіокадзе» супроводжували з Моджі до Мірі конвой MI-17. Останній з 10 по 14 вересня заходив для переформування до Маніли, а потім кілька діб курсував у районі Лусону через побоювання щодо ворожої атаки на цей порт (Манілу справді атакували 22 вересня, але в цей час MI-17 вже рушив до кінцевого пункту та перебував біля острова Палаван). 30 вересня Куретаке та «Сіокадзе» повели з Мірі конвой MI-18. 2 жовтня підводний човен потопив одразу три транспорти зі складу MI-18, проте есмінці навіть не контратакували. 10 жовтня конвой зайшов до Маніли, але через побоювання нового ворожого рейду 11—13 жовтня повернувся до узбережжя острова Палаван, де його розформували.
19 жовтня 1944-го Куретаке прибув до Маніли, після чого 20—25 жовтня охороняв конвой MATA-30, що вийшов з Маніли до Такао, проте під час переходу був майже повністю знищений підводними човнами. 1 листопада Куретаке вийшов з Такао для супроводу до Маніли конвою MOMA-06. Під час цього переходу есмінець 4 листопада узяв на буксир та довів до мілини транспорт «Атлас-Мару», який перевозив 1300 військовослужбовців та був торпедований підводним човном. 10 листопада MOMA-06 прибув до Маніли. Наступними підопічними Куретаке стали конвої MATA-32 (12—17 листопада, Маніла — Такао) та TAMA-32A (25—30 листопада, Такао — Маніла). Після цього есмінець самостійно здійснив перехід до Формози та 3 грудня повів на південь конвой TAMA-34. 6—7 грудня останній атакувала «вовча зграя», яка потопила цілий ряд транспортів, разом з якими загинуло близько 3 тисяч військовослужбовців та моряків.
Наприкінці грудня 1944-го Куретаке провадив конвой MATA-38, що прямував на північ з Маніли. 30 грудня загін спершу потрапив під потужні удари авіації, а потім у Лусонській протоці дещо більш ніж за сотню кілометрів від південного завершення Формози підводний човен USS Razorback випустив у двох атаках шість торпед по Куратаке. Дві з них влучили в ціль та потопили есмінець.